# Pasty
Un pasty (en córnico, pasti) o empanada de Cornualles es un pastel horneado de origen británico, variedad tradicional de los condados de Cornualles y Devon. Es preparado colocando un relleno crudo, generalmente de carne y verduras, sobre la mitad de un círculo de masa plana y corta, doblándose por la mitad para envolver el relleno en un semicírculo y ondulando el borde curvado para formar un sello antes de hornearlo. Desde 2012, el pasty tiene el estatus de Indicación Geográfica Protegida (IGP) de la Unión Europea.
En 2008, la Cornish Pasty Association produjo unos 87 millones de pasties, que generó ventas de 60 millones de libras esterlinas (aproximadamente el 6 % del sector alimentario de la economía de Cornualles). También es considerado como el alimento más representativo de Cornualles.
Los orígenes del pasty son inciertos, aunque existen numerosas referencias a él en documentos históricos y obras de ficción. Su popularidad mundial se debe a la dispersión de mineros y marineros cornualleses por todo el mundo, y se pueden encontrar variaciones en Australia, México, Estados Unidos y otros lugares.